# Gebhard von Kneitlingen
Gebhard von Kneitlingen († um 1620) war ein deutscher Gutsbesitzer. Er war Gerichtsherr auf Dedeleben und Besitzer des Fleischhof genannten Freihofes in der Reichsstadt Quedlinburg, an dem sich noch dessen Wappen und die Jahreszahl 1595 befinden.

## Leben und Werk

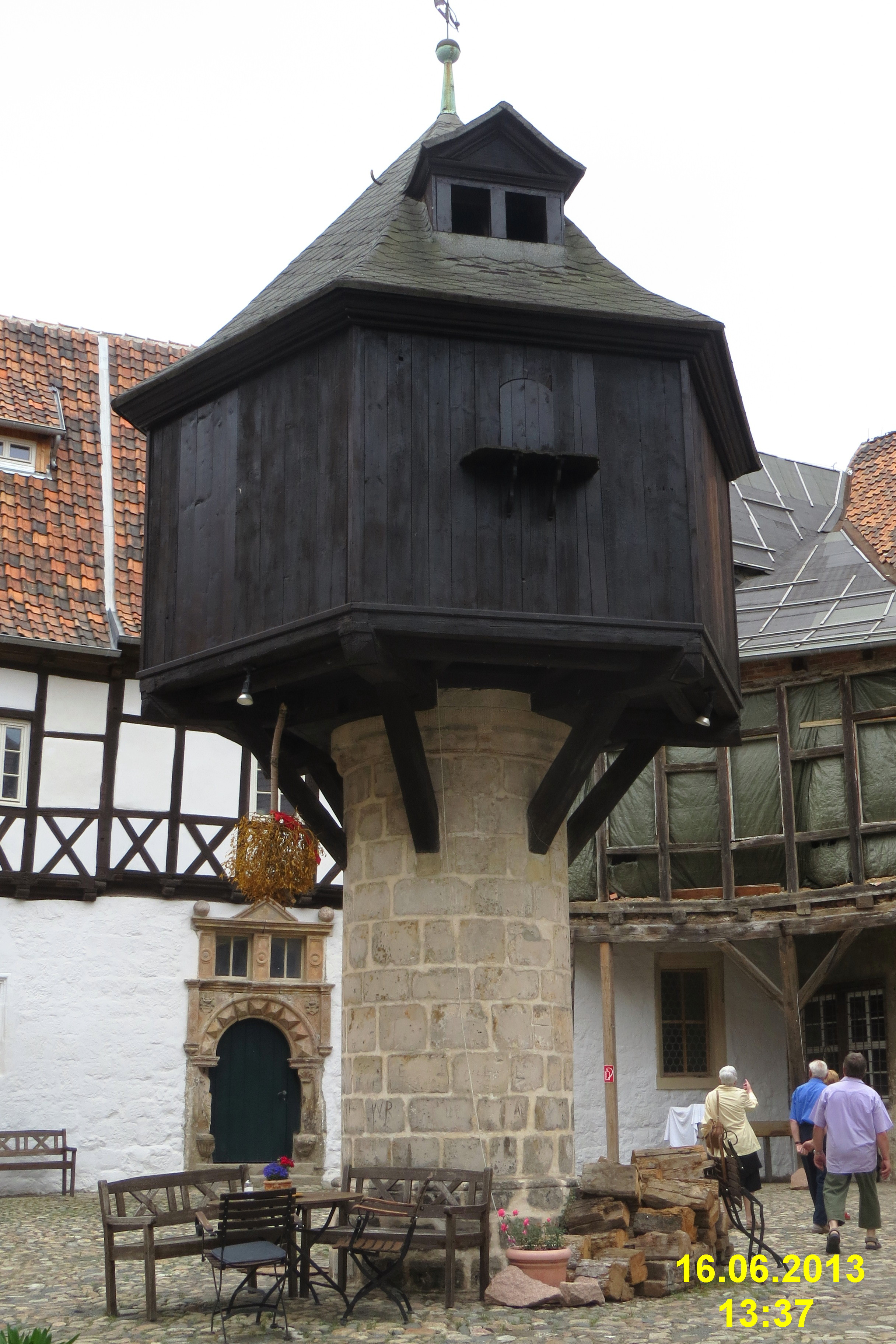
Blick zum Portal mit dem Wappen Kneitlingens

Er entstammte der Familie von Kneitlingen, aus der im 14. Jahrhundert mit Tile von Kneitlingen das mögliche Vorbild für die Sagengestalt Till Eulenspiegel stammt. Kneitlingen besaß das Gut Dedeleben und heiratete in den Fleischhof in Quedlinburg ein, wo er Elisabeth von Wulffen zur Frau nahm. Die Wappen von beiden befinden sich am Renaissancetor des Freihofes gemeinsam mit der Jahreszahl 1595.
1605 bewilligte Heinrich Julius, postulierter Bischof zu Halberstadt und Herzog zu Braunschweig und Lüneburg, seiner Frau Elisabeth von Wulffen eine Leibzucht an den Gütern zu Dedeleben, die von der Grafschaft Regenstein und dem Stift Halberstadt zu Lehen gehen.